# Little Tich
Little Tich, nom de scène de Harry Relph, est un comédien comique de music-hall britannique, né le 21 juillet 1867 à  Cudham et mort le 10 février 1928 à Hendon. 

## Biographie
Little Tich mesurait 1,37 m et avait six doigts à chaque main.
Connu notamment pour ses personnages de la « Señora », du « Gendarme », du « Percepteur », et pour sa « Danse des grands souliers » (de plus de 70 centimètres), il est considéré comme l’un des précurseurs des clowns.
Il se produit en France à l'Alhambra.
Selon Louis Merlin, avec ses grands souliers et sa badine il inspira à Charlie Chaplin le personnage de Charlot.
Le film commémoratif de la Danse des grands souliers, réalisé par Clément Maurice pour le Phono-Cinéma-Théâtre en 1900, a été décrit par Jacques Tati comme « la base de tout ce qui a été réalisé dans la comédie sur l'écran ».
- La Danse des grands souliers, filmée par Clément Maurice en 1900

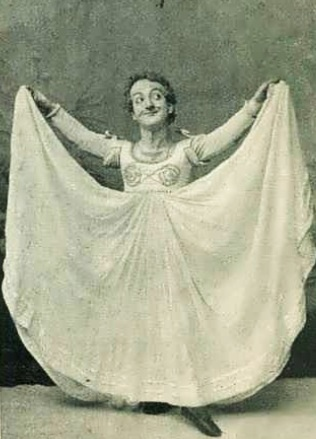
Little Tich dans une scène de The Serpentine Dance en 1893.